# HMS M4
HMS M4 var en svensk minsvepare som byggdes på Marstrand 1939 och sjösattes 1940. Hon levererades till Marinen den 20 september samma år. Förebilden var fisketransportfartyget Axel, ritad av Jac Iversen.
M4 var en välbyggd båt med bordläggning av hondurasmahogny på stålspant förstärkt med alm och partier av ek. M4 var en mycket god sjöbåt och kunde tack vare två KaMeWa-propellrar prestera mycket god manöverförmåga. Fartygstypen stod modell för de efterföljande 40-båtarna.
M4 utrangerades den 2 december 1955 och såldes till en privatperson och fick som lustfartyg namnen Tärnan och sedan Labben. Labben återfinns sedan 1996 vid Strandvägen i Stockholm och i till synes i relativt dåligt skick.